# Burning Up
"Burning Up" je pjesma američke pjevačice Madonne s debitantskog albuma "Madonna". Izdana je kao drugi singl s albuma 9. ožujka 1983., a u nekim zemljama je izdana zajedno s pjesmom "Physical Attraction" kao AA-strana. Pjesma je prezentirana diskografskoj kući Sire Records kao početna demosnimka, a ona ju je odobrila kao drugi singl nakon uspjeha prvog singla "Everybody" na klupskim ljestvicama. Madonna je surađivala s Reggie Lucasom, a zvukove gitare i prateći vokal je bio John Benitez. Pjesma sadrži zvukove gitare, klavijatura i bubnjeva, a pjeva o besramnosti u pokazivanju ljubavi.
Izdana s pjesmom "Physical Attraction" na B-strani singla, pjesma je zaradila različite komentare kritičara i autora. Naglašavali su mračnu stranu pjesme. Singl nije napravio uspjeh na ljestvicama, osim na dance ljestvicama u Sjedinjenim Državama gdje je dospjela na treće mjesto, te u Australiji gdje je bila Top 20 singl. Madonna je u svrhu promocije, pjesmu izvodila po klubovima, a zatim je uključila na The Virgin Tour (1985) i na Re-Invention Tour (2004). Pjesma je uključena i na kompilaciju najvećih hitova Celebration (2009).

## Nastanak pjesme
Madonna je 1982. živjela u New Yorku i pokušavala ostvariti glazbenu karijeru. Njezin dečko iz Detroita Steve Bray je postao bubnjar u njezinom bendu. Napustili su hard-rock glazbu, potpisali ugovor s diskografskom kućom Gotham records, te se odlučili za funk glazbu. Ali su i ti planovi propali. Madonna je imala tri demosnimke pjesama "Everybody", "Ain't No Big Deal" i "Burning Up" koje je predstavila DJ Mark Kamnisu koji ju je nakon poslušanih pjesama odveo u Sire Records s kojima je potpisala ugovor. Kada je "Everybody" postao dance hit, Sire Records je odlučio snimiti album s Madonnom. Ali Madonna je napustila dotadašnje suradnike Braya i Kaminsa, i izabrala producenta iz Warner Bros. Recordsa Reggie Lucasa. Odluku su objasnili time što su želji raditi s producentom koji ima više iskustva. Madonna je krenula u pop smjeru i tada su nastali "Burning Up" i "Physical Attraction"
Dok je radio na pjesama, Lucas je napravio mnogo izmjena od demosnimke. Madonna to nije prihvatila, te se obratila John Benitezu, koji je bio DJ u Funhouse Disco, kako bi obradio pjesme. On je u pjesmu uvrstio dodatne zvukove gitare i vokale. Sire Records je Madonni organizirao nastupe u noćnim klubovima u New Yorku kako bi promovirala singl. Unajmili su i dizajnera nakita Mariopola koji je Madonni pomogao oko omota singla.
Glazbeno, pjesma je bila spoj basa, gitare i bubnjeva. Zvukovi gitare nisu bili karakteristični za sljedeće Madonnine pjesme

## Uspjeh na ljestvicama
Kao i prethodnik "Everybody", i "Burning Up" nije dospio na Billboard Hot 100 ljestvicu, ali ovaj singl nije uspio ući ni na Bubbling Under Hot 100 Singles ljestvicu. Ali singl je bio dance uspješnica, te je dospio na treće mjesto Billboardove Hot Dance Club Play ljestvice te se zadržao na ljestvici šesnaest tjedana. Pjesma je bila Top 20 hit u Australiji, gdje je u lipnju 1984. dospjela na trinaesto mjesto. Pjesma je korištena kao pozadinska pjesma u jednoj sceni u filmu The Wild Life (1984).

## Popis formata i pjesama
- Američki 7" singl

1. "Burning Up" (7" Version) – 3:58
2. "Physical Attraction" (7" Version) – 3:52

- Australski 7" singl

1. "Burning Up" (Alternate Album Version) – 4:48
2. "Physical Attraction" (7" Version) – 3:52

- 12" singl

1. "Burning Up" (12" Version) – 5:56
2. "Physical Attraction" (Album Version) – 6:34

## Na ljestvicama
| Ljestvica (1983–1984)              | Pozicija |
| ---------------------------------- | -------- |
| Australija                         | 13       |
| U.S. Billboard Hot Dance Club Play | 3        |